# Mikołaj Tarnowski
Mikołaj Tarnowski (ur. 19 grudnia 1896, zm. ?) – kapitan uzbrojenia Wojska Polskiego, konstruktor uzbrojenia lotniczego.

## Życiorys
Po odzyskaniu niepodległości Mikołaj Tarnowski otrzymał stopień porucznika artylerzysty. Od 1923 roku pracownik Przetwórni Materiałów Wybuchowych w Bydgoszczy, a następnie wykładowcą w Centralnej Szkole Zbrojmistrzów (w tym czasie pozostawał oficerem nadetatowymi Okręgowych Zakładów Uzbrojenia Nr 7). W 1932 r. pełnił służbę w Głównej Składnicy Uzbrojenia Nr 1 w Warszawie. Kilka lat później pracował w Instytucie Technicznym Uzbrojenia w którym pracował nad uzbrojeniem lotniczym. Mikołaj Tarnowski był autorem kilku książek, a także konstruktorem myszki wz. 34 i bomby wz. 32.

## Awanse
- porucznik – zweryfikowany ze starszeństwem 1 czerwca 1919 r.
- kapitan – ze starszeństwem z 1 stycznia 1928 r. w korpusie oficerów zawodowych uzbrojenia

## Ordery i odznaczenia
- Srebrny Krzyż Zasługi (1937 r.)
- Order Michała Walecznego (Rumunia)